# Hassan Bouba

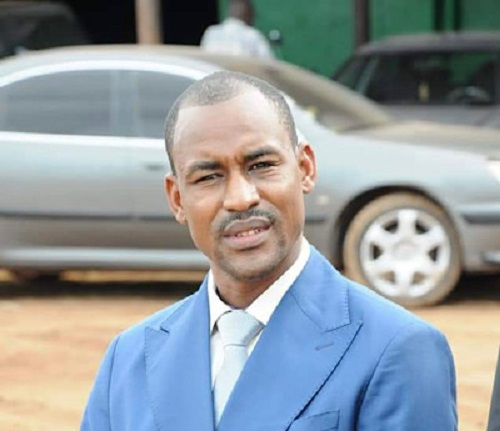
Fotografado em Boali em setembro de 2021

Hassan Bouba é ministro da Pecuária e Saúde Animal na República Centro-Africana e general do grupo armado União para a Paz na República Centro-Africana (UPC).

## Vida
Ele costumava trabalhar para a inteligência chadiana. Em 2010, entrou em contato com Baba Laddé, líder do grupo rebelde Frente Popular para a Recuperação. Após a queda de François Bozizé, juntou-se aos rebeldes centro-africanos.
Em 2016 tornou-se coordenador político da União para a Paz na República Centro-Africana. Em 2017, supostamente ordenou o assassinato de quatro crianças soldados do grupo armado UPC. Também participou do massacre de Alindao em 2018. Em 3 de dezembro de 2020, foi nomeado ministro da pecuária pelo presidente Faustin-Archange Touadéra. Em setembro de 2021, teria criado uma facção dissidente da UPC.
Em 19 de novembro de 2021, foi preso. O Tribunal Penal Especial do país o acusou de crimes de guerra decorrentes de um massacre de 112 civis em 2018. O governo o libertou em 26 de novembro.